# MUSIC-Algorithmus
Der MUSIC-Algorithmus (multiple signal classification) ist ein Schätzalgorithmus der digitalen Signalverarbeitung. Er ermöglicht es, von einem Gemisch mehrerer, störungsbehafteter Signale die Frequenz und die Empfangsrichtung zu ermitteln. Das Verfahren wurde erstmals 1979 von Ralph Otto Schmidt (* 1938) publiziert und von ihm später zu seiner Dissertation ausgebaut.
Der MUSIC-Algorithmus ist heute einer der häufigsten eingesetzten Algorithmen zur Bestimmung des Winkels eines ankommenden Signals. Damit findet MUSIC und Varianten von ihm Anwendung in der Positionsbestimmung von z. B. WLAN-Geräten wie Smartphones oder Notebooks. Die Empfangsantennen müssen für die Möglichkeit einer Anwendung von MUSIC in einem uniformen linearen Array oder zumindest auf einem uniformen Raster angeordnet sein.